# 秋吉織栄
秋吉 織栄（あきよし おりえ、1986年7月1日 - ）は、日本の女優、タレント、元グラビアアイドル、元レースクイーンである。2016年5月、芸名を宮内 かれんから秋吉織栄に改名。
静岡県静岡市出身。2017年企業、映画、舞台、TikTok事業。イラストレーターとして活動している。

## 人物
- 得意なスポーツ　ゴルフ、水泳、
- 元陸上部　８００ｍ選手。
- １歳下の弟がいる[4]。
- 一発芸はタラコ[5]。
- 愛称：かれっさ[1]、オリオリ[2]　クロオリ
- 元・ホットラインプロモーション所属、スペースクラフト

## 主な活動
- 2010年10月：「ミスFLASH2011」セミファイナル出場[6]
- 2011年：SUPER GT「カルソニックレディ」
途中、パートナーだった水川衿華が体調不良で降板したため[7]、同年10月1日と2日のオートポリス戦以降は前年度のカルソニックレディだった久保エイミーと共に務めた[8]。
- 2011年、2012年、2013年：マルヰイメージガール ZESTガールズ
- 2018年：三栄書房「GOLF TODAY」GTバーディーズ[2]

## 出演

### 映画
- ノースポンサード（2009年、監督：北條俊正）[9][10]
- 三十路女はドラマチックな夢を見るか?（2018年3月、監督：山岸謙太郎）[11]
- ボクはボク、クジラはクジラで、泳いでいる。（2018年10月、監督：藤原知之）[12]

#### 短編映画
- 息子と呼ぶ日まで（2024年11月公開予定、監督：黒川鮎美）[13]

### 舞台
- STRAYDOG「問題のない私たち」再演（2012年4月6日 - 8日、座・高円寺） - 松下桃花 役[14]
- STRAYDOG「GIRLS PRISON OPERA」（2012年6月27日 - 7月1日、中野・テアトルBONBON） - 福田暁子 役[15]
- K.B.S.Project「超青春合唱コメディ『SING!』」（2012年9月20日 - 23日、池袋・シアターグリーンBIGTREE THEATER） - 曳舟恵梨佳 役[16]
- ブレイクアレッグ「衝撃ジョー」（2013年1月30日 - 2月3日、中野・ウエストエンドスタジオ）[17]
- ストロベリーカンパニー「ハナノサクコロ～英国大使の御庭番～」（2013年4月12日 - 21日、銀座・博品館劇場） - おばあちゃん 役
- 宇宙食堂「プラネタリウムを作りました[18]」（2013年9月19日 - 23日、池袋・東京藝術劇場シアターウエスト） - ヒロイン あおい 役
- ACRAFT「舞台版『天誅』[19]」（2014年5月7日 - 11日、新宿・シアターサンモール） - 美弥 役
- ACRAFT「紅連ふたたび」（2014年10月8日 - 19日、笹塚ファクトリー） - 星優里華 役
- ドラマデザイン社「GIRLS PRISON OPERA ガールズ プリズン オペラ」（2014年12月18日 - 23日、新宿・シアターモリエール） - 福田暁子 役
- 宇宙食堂「なつのロケット」（2015年7月6日 - 12日、吉祥寺シアター） - マリカ 役
- 居酒屋芝居「居酒屋『夢の郷』殺人事件２０１６春～誰も知らない･･･もう１つの顔･･･〜」（2016年3月12日 - 21日「活鮮旬菜　夢の郷」）- 明智小織 役
- STRAYDOG「母の桜が散った夜」（2016年4月20日 - 24日、東池袋・あうるすぽっと） - 花子 役
- ACRAFT「The Fiend with Twenty Faces 幻燈の獏[20]」（2016年6月8日 - 12日、池袋・シアターKASSAI） - 長谷川文江 役
- 居酒屋芝居「居酒屋『夢の郷』2016秋物語～いつかまた逢える〜」（2016年10月1日 - 10日、居酒屋「活鮮旬菜　夢の郷」）- 明智小織 役
- 居酒屋芝居「居酒屋『夢の郷』2016秋物語～いつかまた逢える〜」スピンオフ冬物語（2016年12月18日、居酒屋「活鮮旬菜　夢の郷」）- 明智小織 役
- STELLA WORKS「花魁の首[21]」（2017年7月12日 - 17日、新宿村LIVE） - 月代 役
- 宇宙食堂「超絶ブルームーン～2067年、宇宙の果ての秘密基地へキミに愛に行く～[22]」（2017年7月28日 - 30日、吉祥寺シアター） - 畠中菜々香 役
- 若宮亮プロデュース+黒薔薇少女地獄「私はここにいる[23]」（2018年9月8日 - 17日、三栄町LIVE STAGE）
- Yプロジェクト×Zero Project×E-Stage Topia「カルパノーラマ[24]」（2019年1月23日 - 27日、渋谷区文化総合センター大和田・伝承ホール） - 奥村文代 役
- ドラマデザイン社「恋ばば十四歳![25]」晴チーム（2019年5月3日 - 6日、中野・劇場HOPE） - 静江87歳 役[26]
- Yプロジェクト×Zero Project×E-Stage Topia「シェイリ　шерри[27]」（2019年7月17日 - 20日、渋谷区文化総合センター大和田・伝承ホール）
- 三栄町LIVE×E-Stage Topia×ミネルヴァエージェンシー「MECHABETH メカベス[28]」（2020年7月4日 - 9日、渋谷区文化総合センター大和田・伝承ホール） - 彩子 役[29]
- Girls feather「サンサーラ式葬送入門-普賢篇-」Bチーム（2021年2月5日 - 14日、池袋・シアターKASSAI） - 武生しの 役

### テレビ
- オビラジR（2008年8月 - 2009年3月、TBS）
- 告っちゃ!（2008年12月、GyaO）
- ZAK THE QUEEN（2009年、つくばテレビ）
- 全力坂（2009年 - 2013年、テレビ朝日）
- マルさまぁ〜ず（2010年5月、TBS）
- 方言彼女。（2010年10月 - 2013年3月、テレビ埼玉他東名阪ネット6）
- アンチャTV ～超冒険的新感覚テレビ～[30]（2011年10月、テレビ東京） - 彼女 役
- ロンドンハーツ 3時間スペシャル（2012年10月、テレビ朝日）
- 東京トイボックス 第12話（2013年12月、テレビ東京）
- 孤独のグルメ Season3 第10話 （2013年9月11日、テレビ東京） - 看護師客(2) 役
- 山本周五郎人情時代劇 第12話「めおと蝶」（2016年3月8日、BSジャパン） - ふじ 役

## 作品

### DVD
- いつまでもCarenでいたい（2009年6月30日、BNS）
- かれんな素顔（2010年9月29日、オルスタックピクチャーズ）